# Yajaw Te’ K’inich I
Yajaw Te’ K’inich I – władca Caracol. Wstąpił na tron w 484 roku. Jego syn Tutum Yohl K’inich Tz’uutz’ I przejął władzę w 531 roku.